# Comanches
Comanches är en kriminell motorcykelklubb med danskt ursprung och svenska förgreningar.
År 2023 etablerades en lokalavdelning i Lidköping. År 2024 uppmärksammades MC-klubben Comanches i samband med att en framstående medlem, Robert Hedarv, deltog på Jimmie Åkessons (SD) bröllop. Samma vecka publicerade Acta Publica en rapport om MC-gängs påstådda försök att infiltrera och skapa band med kända politiska företrädare. Rapporterna väckte debatt om potentiella kopplingar mellan organiserade kriminella grupper och politiska aktörer.